# Pachycraerus propinquus
Pachycraerus propinquus är en skalbaggsart som beskrevs av Heinrich Bickhardt 1920. Pachycraerus propinquus ingår i släktet Pachycraerus och familjen stumpbaggar. Inga underarter finns listade i Catalogue of Life.